# Sofka Popovová
Sofka Popovová (bulharsky Софка Попова) (* 15. srpna 1953) je bývalá bulharská atletka, sprinterka.
Na začátku 80. let 20. století patřila ke světové sprinterské špičce. V roce 1980 se stala halovou mistryní Evropy v běhu na 60 metrů. O rok později titul obhájila, tentokrát na trati 50 metrů (evropský šampionát se konal v Grenoblu, kde sprinteři běželi 50 metrů). Třetí medaili v běhu na 60 metrů, tentokrát stříbrnou, připojila v roce 1982 na evropském halovém šampionátu v Miláně.